# The Masked Singer/Staffel 3

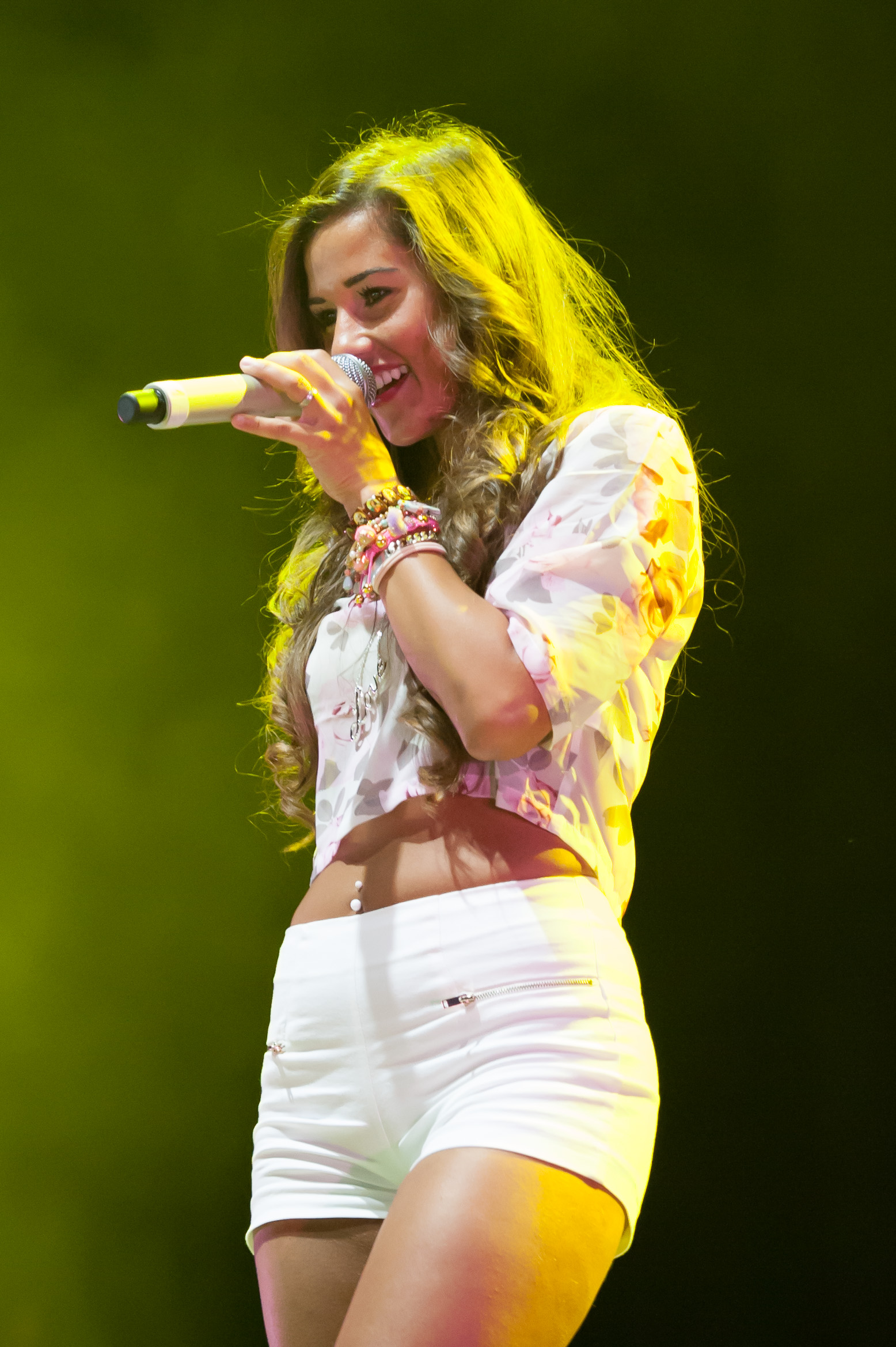
Sarah Lombardi, Siegerin der dritten Staffel

Die dritte Staffel von The Masked Singer wurde ab dem 20. Oktober 2020 auf ProSieben ausgestrahlt.
Am 24. April 2020 kündigte der Sender an, die Show im Herbst 2020 durch eine dritte Staffel fortzusetzen. Am 12. August 2020 gab ProSieben bekannt, dass Bülent Ceylan im Rateteam sitzt, Ruth Moschner und Rea Garvey setzen für Staffel 3 aus. Am 15. September 2020 wurde bekannt, dass auch Sonja Zietlow – die in der zweiten Staffel als Sängerin teilnahm – zum Rateteam gehört. Die erste Folge wurde am 20. Oktober 2020 ausgestrahlt.
Da in Staffel 3 die Erdmännchen als erstes Duo der Geschichte der Show auftraten, galt es nicht zehn, sondern elf Prominente zu erraten. Am 30. Oktober 2020 gab ProSieben bekannt, bis auf Weiteres wieder ohne Studiopublikum zu produzieren.
Die fünfte Ausgabe der dritten Staffel musste am Montag, dem 16. November 2020 ausgestrahlt werden, weil Matthias Opdenhövel aus Termingründen am Dienstag, dem 17. November 2020 ein Spiel der deutschen Fußballnationalmannschaft, das live bei der ARD übertragen wurde, moderieren musste.

## Rateteam
| Folge | Ständige Mitglieder | Ständige Mitglieder | Gastmitglied        |
| ----- | ------------------- | ------------------- | ------------------- |
| 1     | Bülent Ceylan       | Sonja Zietlow       | Dieter Hallervorden |
| 2     | Bülent Ceylan       | Sonja Zietlow       | Ruth Moschner       |
| 3     | Bülent Ceylan       | Sonja Zietlow       | Carolin Kebekus     |
| 4     | Bülent Ceylan       | Sonja Zietlow       | Elton               |
| 5     | Bülent Ceylan       | Sonja Zietlow       | Rea Garvey          |
| 6     | Bülent Ceylan       | Sonja Zietlow       | Tom Beck            |

## Teilnehmer
| Platz | Kostüm      | Person                                | Bekannt als                                    | Aus in Folge | Quelle |
| ----- | ----------- | ------------------------------------- | ---------------------------------------------- | ------------ | ------ |
| 1     | Skelett     | Sarah Lombardi                        | Sängerin, Schauspielerin                       | 6            | [ 7 ]  |
| 2     | Alien       | Alec Völkel                           | Musiker                                        | 6            | [ 8 ]  |
| 03    | Nilpferd    | Nelson Müller                         | Koch, Gastronom, Moderator                     | 6            | [ 9 ]  |
| 04 3  | Anubis      | Ben                                   | Sänger, Moderator, Schauspieler                | 6            | [ 10 ] |
| 5     | Erdmännchen | Daniela Katzenberger & Lucas Cordalis | TV-Persönlichkeit, Autorin & Sänger, Komponist | 6            | [ 11 ] |
| 6     | Katze       | Vicky Leandros                        | Sängerin                                       | 5            | [ 12 ] |
| 7     | Frosch      | Wigald Boning                         | Komiker, Moderator, Musiker                    | 4            | [ 13 ] |
| 8     | Alpaka      | Sylvie Meis                           | Model, Moderatorin                             | 3            | [ 14 ] |
| 9     | Hummer      | Jochen Schropp                        | Moderator, Schauspieler                        | 2            | [ 15 ] |
| 10    | Biene       | Veronica Ferres                       | Schauspielerin                                 | 1            | [ 16 ] |

## Folgen
|    | Kostüm      | Lied, Originalinterpret                                                                   | Ergebnis      |
| -- | ----------- | ----------------------------------------------------------------------------------------- | ------------- |
| 1  | Erdmännchen | Hungry Eyes – Eric Carmen / (I’ve Had) The Time of My Life – Bill Medley, Jennifer Warnes | Gewonnen      |
| 2  | Alpaka      | Say So – Doja Cat                                                                         | Vielleicht    |
|    |             |                                                                                           |               |
| 3  | Anubis      | They Don’t Care About Us – Michael Jackson                                                | Vielleicht    |
| 4  | Nilpferd    | I Wanna Dance with Somebody (Who Loves Me) – Whitney Houston                              | Gewonnen      |
|    |             |                                                                                           |               |
| 5  | Alien       | I Want to Know What Love Is – Foreigner                                                   | Gewonnen      |
| 6  | Hummer      | Welcome to St. Tropez – DJ Antoine vs. Timati feat. Kalenna                               | Vielleicht    |
|    |             |                                                                                           |               |
| 7  | Katze       | Someone like You – Adele                                                                  | Gewonnen      |
| 8  | Biene       | Twinkle, Twinkle, Little Star – Jane Tayler / Sweet Child o’ Mine – Guns n’ Roses         | Ausgeschieden |
|    |             |                                                                                           |               |
| 9  | Frosch      | I Like to Move It – Reel 2 Real                                                           | Vielleicht    |
| 10 | Skelett     | Bring Me to Life – Evanescence feat. Paul McCoy                                           | Gewonnen      |

|   | Kostüm      | Lied, Originalinterpret                                 | Ergebnis      |
| - | ----------- | ------------------------------------------------------- | ------------- |
| 1 | Hummer      | 24K Magic – Bruno Mars                                  | Ausgeschieden |
| 2 | Nilpferd    | Purple Rain – Prince                                    | Gewonnen      |
|   |             |                                                         |               |
| 3 | Anubis      | Legendary – Welshly Arms                                | Gewonnen      |
| 4 | Alpaka      | Hot Stuff – Donna Summer                                | Vielleicht    |
|   |             |                                                         |               |
| 5 | Erdmännchen | A Whole New World – Brad Caleb Kane & Lea Salonga       | Gewonnen      |
| 6 | Frosch      | Hyper Hyper – Scooter / One (Always Hardcore) – Scooter | Vielleicht    |
| 7 | Katze       | The Show Must Go On – Queen                             | Gewonnen      |
|   |             |                                                         |               |
| 8 | Alien       | Alien – Dennis Lloyd                                    | Vielleicht    |
| 9 | Skelett     | Total Eclipse of the Heart – Bonnie Tyler               | Gewonnen      |

|   | Kostüm      | Lied, Originalinterpret                                                  | Ergebnis      |
| - | ----------- | ------------------------------------------------------------------------ | ------------- |
| 1 | Anubis      | As Long as You Love Me & Everybody (Backstreet’s Back) – Backstreet Boys | Gewonnen      |
| 2 | Erdmännchen | Oh, Pretty Woman – Roy Orbison                                           | Vielleicht    |
|   |             |                                                                          |               |
| 3 | Alien       | Perfect Symphony – Ed Sheeran & Andrea Bocelli                           | Gewonnen      |
| 4 | Nilpferd    | Flashdance … What a Feeling – Irene Cara                                 | Vielleicht    |
|   |             |                                                                          |               |
| 5 | Frosch      | How Deep Is Your Love – Bee Gees                                         | Gewonnen      |
| 6 | Alpaka      | Like a Virgin – Madonna                                                  | Ausgeschieden |
|   |             |                                                                          |               |
| 7 | Katze       | Hello – Lionel Richie                                                    | Vielleicht    |
| 8 | Skelett     | Dirty Diana & Thriller – Michael Jackson                                 | Gewonnen      |

|          | Kostüm      | Lied, Originalinterpret                                  | Ergebnis      |                                                                |
| -------- | ----------- | -------------------------------------------------------- | ------------- | -------------------------------------------------------------- |
| 1        | Frosch      | Medley von Modern Talking                                | Vielleicht    |                                                                |
| 2        | Anubis      | It’s My Life – Bon Jovi                                  | Gewonnen      |                                                                |
| 3        | Erdmännchen | I Want to Break Free – Queen                             | Gewonnen      |                                                                |
|          |             |                                                          |               |                                                                |
| 4        | Alien       | Wrecking Ball – Miley Cyrus                              | Gewonnen      |                                                                |
| 5        | Katze       | I Am What I Am – Gloria Gaynor                           | Vielleicht    |                                                                |
|          |             |                                                          |               |                                                                |
| 6        | Nilpferd    | Empire State of Mind (Part II) Broken Down – Alicia Keys | Vielleicht    |                                                                |
| 7        | Skelett     | I Have Nothing – Whitney Houston                         | Gewonnen      |                                                                |
| Sing-Off | Sing-Off    | Sing-Off                                                 | Sing-Off      | Indizien-Gegenstand                                            |
| 8        | Frosch      | Kung Fu Fighting – Carl Douglas                          | Ausgeschieden | Sardinenbüchse unter Palme                                     |
| 9        | Katze       | Diamonds – Rihanna                                       | Gewonnen      | Papiertasche mit Aufschrift „Katze Who“ und Herz mit USB-Stick |
| 10       | Nilpferd    | Theme From New York, New York – Liza Minnelli            | Gewonnen      | Winterkonfetti                                                 |

|          | Kostüm      | Lied, Originalinterpret                      | Ergebnis      |                                          |
| -------- | ----------- | -------------------------------------------- | ------------- | ---------------------------------------- |
| 1        | Alien       | Quando Quando Quando – Engelbert Humperdinck | Gewonnen      |                                          |
| 2        | Nilpferd    | I Don’t Want to Miss a Thing – Aerosmith     | Vielleicht    |                                          |
|          |             |                                              |               |                                          |
| 3        | Anubis      | Rooftop – Nico Santos                        | Gewonnen      |                                          |
| 4        | Katze       | Sexbomb – Tom Jones                          | Vielleicht    |                                          |
|          |             |                                              |               |                                          |
| 5        | Erdmännchen | Breaking Me – Topic feat. A7S                | Vielleicht    |                                          |
| 6        | Skelett     | Chandelier – Sia                             | Gewonnen      |                                          |
| Sing-Off | Sing-Off    | Sing-Off                                     | Sing-Off      | Indizien-Gegenstand                      |
| 7        | Nilpferd    | Ain’t No Sunshine – Bill Withers             | Gewonnen      | Villa am Wasser mit rosa Nilpferd        |
| 8        | Katze       | Believe – Cher                               | Ausgeschieden | Ganz großes Kino (Daumenkino)            |
| 9        | Erdmännchen | Señorita – Shawn Mendes feat. Camila Cabello | Gewonnen      | Krone mit Rührteigkuchen und Puderzucker |

|         | Kostüm                      | Lied, Originalinterpret                        | Ergebnis      |                           |
| ------- | --------------------------- | ---------------------------------------------- | ------------- | ------------------------- |
|         | Alle Teilnehmer der Staffel | One Night Only – Jennifer Hudson               | –             |                           |
| Runde 1 |                             |                                                |               |                           |
| 1       | Anubis                      | Last Resort – Papa Roach                       | Gewonnen      |                           |
| 2       | Alien                       | Best of You – Foo Fighters                     | Gewonnen      |                           |
| 3       | Nilpferd                    | All of Me – John Legend                        | Gewonnen      |                           |
| 4       | Erdmännchen                 | Shake It Off – Taylor Swift                    | Ausgeschieden |                           |
| 5       | Skelett                     | Fighter – Christina Aguilera                   | Gewonnen      |                           |
| Runde 2 | Runde 2                     | Runde 2                                        | Runde 2       | Indizien-Gegenstand       |
| 6       | Anubis                      | Sonne – Rammstein                              | Ausgeschieden | Weißer Stab mit Stierkopf |
| 7       | Alien                       | The Sound of Silence – Simon & Garfunkel       | Gewonnen      | Rauchendes UFO            |
|         |                             |                                                |               |                           |
| 8       | Nilpferd                    | Simply the Best – Tina Turner                  | Ausgeschieden | Krone                     |
| 9       | Skelett                     | Reflection – Christina Aguilera                | Gewonnen      | Perlenkette mit Knochen   |
| Runde 3 |                             |                                                |               |                           |
| 10      | Alien                       | Perfect Symphony – Ed Sheeran & Andrea Bocelli | Ausgeschieden |                           |
| 11      | Skelett                     | Dirty Diana & Thriller – Michael Jackson       | Gewonnen      |                           |

## Einschaltquoten
| Folge | Datum             | Zuschauer | Zuschauer       | Marktanteil | Marktanteil     | Quelle        |
| Folge | Datum             | Gesamt    | 14 bis 49 Jahre | Gesamt      | 14 bis 49 Jahre | Quelle        |
| ----- | ----------------- | --------- | --------------- | ----------- | --------------- | ------------- |
| 1     | 20. Oktober 2020  | 3,56 Mio. | 2,16 Mio.       | 13,1 %      | 26,7 %          | [ 18 ]        |
| 2     | 27. Oktober 2020  | 3,07 Mio. | 1,88 Mio.       | 11,3 %      | 23,9 %          | [ 19 ] [ 20 ] |
| 3     | 3. November 2020  | 3,41 Mio. | 2,06 Mio.       | 12,0 %      | 23,2 %          | [ 21 ] [ 22 ] |
| 4     | 10. November 2020 | 3,01 Mio. | 1,84 Mio.       | 11,2 %      | 23,7 %          | [ 23 ]        |
| 5     | 16. November 2020 | 3,28 Mio. | 1,95 Mio.       | 11,5 %      | 23,1 %          | [ 24 ]        |
| 6     | 24. November 2020 | 3,65 Mio. | 2,07 Mio.       | 14,8 %      | 28,8 %          | [ 25 ]        |
| ø     | ø                 | 3,33 Mio. | 1,99 Mio.       | 12,8 %      | 24,9 %          | –             |